# Ne-Yo
Шафер Чимер Смит (енгл. Shaffer Chimere Smith; 18. октобар 1979), познатији по свом уметничком имену Ne-Yo (транскр.  Ни-Јо), амерички је певач, аутор песама, музички продуцент, глумац, плесач и телевизијска личност. Своју каријеру је започео писањем текстова за друге певаче. Славу је стекао песмом Let Me Love You коју је написао за Марија. Након што је сингл стекао добру продају у САД, потписао је уговор са дискографском кућом Def Jam Recordings.
Сингл Stay као и албум са којег је песма In My Own Words доживели су велики успех, што је резултовало првим местом на листи Билборд 200. Касније је и песма So Sick достигла пево место на листи Билборд хот 100. Албум Because of You добио је Греми за најбољи савремени р'н'б албум. Албум из 2008, Year of the Gentleman, донео је још неколико синглова међу којима су се истакли Closer и Miss Independent.
Године 2012. издат је албум R.E.D., а песма Let Me Love You (Until You Learn to Love Yourself) је продата у више од 2 милиона примерака.
Ne-Yo је учестовао у многим песмама као гостујући извођач и сарађивао са многим музичарима међу којима су Ријана, Давид Гета, Калвин Харис, Питбул и други.
Од 2017. године је судија у емисији World of Dance.

## Дискографија
Студијски албуми
- In My Own Words (2006)
- Because of You (2007)
- Year of the Gentleman (2008)
- Libra Scale  (2010)
- R.E.D. (2012)
- Non-Fiction (2015)
- Good Man (2018)
- Another Kind of Christmas (2019)